# Erika Sziva

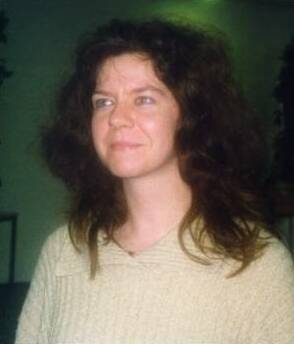
Erika Sziva

Erika Sziva (Boedapest, 8 juni 1967) is een Hongaars-Nederlandse schaakster.
Sziva leerde op haar vijfde jaar schaken en was vier keer kampioen van Hongarije. Erika was in 1992, 1994, 1996, 1998 en 1999 schaakkampioen van Nederland bij de vrouwen. Ze nam ook vijf keer deel aan de schaakolympiade en in het jaar 2000 werd ze grootmeester FIDE. Anno 2021 komt Sziva uit voor WLC en geeft ze in Best schaaklessen aan de jeugd.
Sziva heeft sinds 1994 een eigen schaakboekenverzendhuis De Beste Zet. Tot aan zijn overlijden in november 2008 deed ze dit gezamenlijk met haar echtgenoot Johan van Mil, redacteur van Schaaknieuws en FIDE internationaal meester.